# Microlepia fadenii
Microlepia fadenii là một loài dương xỉ trong họ Dennstaedtiaceae. Loài này được Pic. Serm. mô tả khoa học đầu tiên năm 1973.